# 1951年の日本
1951年の日本（1951ねんのにほん）では、1951年（昭和26年）の日本の出来事・流行・世相などについてまとめる。

## 他の紀年法
日本では、西暦の他にも以下の紀年法を使用している。なお、以下の紀年法は西暦と月日が一致している。
- 元号
  - 昭和26年
- 神武天皇即位紀元
  - 皇紀2611年
- 干支
  - 辛卯（かのと う）

## 在職者
- 連合国軍最高司令官総司令部: ダグラス・マッカーサー（ - 4月11日）、マシュー・リッジウェイ（4月12日 - ）
- 天皇: 裕仁
- 内閣総理大臣: 吉田茂
- 内閣官房長官: 岡崎勝男（ - 12月26日）、保利茂（12月26日 - ）
- 最高裁判所長官: 田中耕太郎
- 衆議院議長: 幣原喜重郎（ - 3月10日）、林譲治（3月13日 - ）
- 参議院議長: 佐藤尚武
- 国会: 第10回（常会: 1月25日 - 6月5日）、第11回（臨時会: 8月16日 - 18日）、第12回（臨時会: 10月11日 - 11月30日）

## できごと

### 1月
- 1月3日 - 第1回NHK紅白歌合戦放送。翌年以後も毎年放送されているが、1953年年末の第4回以降は大晦日の放送となっている。
- 1月17日 - 神戸洋服商殺人事件
- 1月24日 - 八海事件
- 1月25日 - 泉州銀行（現：池田泉州銀行）設立。
- 1月30日 - 福岡市に本拠地を置くプロ野球・セ・リーグの西日本パイレーツとパ・リーグの西鉄クリッパースが合併。西鉄が西日本を吸収合併して西鉄ライオンズが発足し西日本は解散。

### 2月
- 2月 - 国内航空事業令の改正により、日本人が経営する航空事業が再開された。[1]
- 2月9日
  - 日本青年会議所設立。
  - 三共が日本初の総合感冒薬「ルル」を発売。

### 3月
- 3月4日から11日まで - インドのニューデリーで開かれた第1回アジア陸上競技大会に参加した。好成績を収め、日本選手のマナーが地元に好印象を与えた。[2]
- 3月9日 - 三原山が噴火。
- 3月14日 - 広島カープが下関に本拠地を置く大洋ホエールズとの合併を決める（23日、セ・リーグは広島の存続を決定）。
- 3月20日 - 日本コロムビアが日本初のLPレコードを発売[要出典]。第1弾はベートーヴェンの「交響曲第9番」とブラームスの「運命の歌」。
- 3月21日 - 日本初の総天然色映画『カルメン故郷に帰る』（松竹配給）が公開。
- 3月31日 - 新湊線の旅客営業がこの日限りで廃止。

### 4月
- 4月：第2回統一地方選挙が実施された。
- 4月1日
  - 食糧公団が解体され、主食の配給業務が民営となり、米穀店が復活する。
  - 東京映画配給・東映映画・太泉映画の3社が合併し「東映」設立。
- 4月2日 - 五百円紙幣の発行を開始。
- 4月11日 - アメリカ合衆国のトルーマン大統領が連合国軍最高司令官のマッカーサー元帥を解任（英語版）した。マッカーサーは帰国後、米議会の演説で「老兵は死なず、ただ消えゆくのみ」と発言した。[3]
- 4月19日 - ボストンマラソンにて日本初参加の田中茂樹が優勝。
- 4月20日 - 創価学会の機関紙である「聖教新聞」が創刊。
- 4月21日 - 全国の民間放送16社が事業を開始（ラジオ放送局の予備免許が付与された。民放の日）。
- 4月24日 - 国鉄桜木町電車火災事故。国電京浜東北線赤羽発下り電車が桜木町駅の手前で切れた架線に接触し発火、死者106人・負傷者92人を出した[4]。

### 5月
- 5月1日 - 連合国軍最高司令官のマシュー・リッジウェイが公職追放令の解除に関する関係法令検討の権限を日本政府に与えると声明した。[5]
- 5月17日 - 昭和天皇の生母、貞明皇后が67歳で崩御。[6]
- 5月19日 - 北海道厚岸郡の浜中村にある映画館で火災が発生し学童ら39名が焼死。

### 6月
- 6月1日
  - 大阪市営バスで日本初のワンマンカー運行開始。
  - NHK福島放送局（JOFD）、NHK山口放送局が開局。
- 6月20日 - 愛興電器産業（後のアイワ）設立。
- 6月21日 - ユネスコ、日本の正式加盟承認。

### 7月
- 7月1日 - 西鉄宮地岳線宮地岳駅 - 津屋崎駅間開業。
- 7月4日 - 第1回日本プロ野球オールスターゲームの第1戦が甲子園球場で開催。第2・3戦は後楽園球場で行われ、セ・リーグの2勝1敗だった。
- 7月15日 - 天竜川バス転落事故。21名死亡。
- 7月26日 - 北海道中央バスに積み込まれていた映画フィルム22巻が自然発火し、12名死亡、32名が重軽傷を負った[7]。
- 7月31日 - 日本航空設立。

### 8月
- 8月1日 - 岡山臨港鉄道開業。
- 8月16日 - 第11臨時国会召集（8月18日閉会）。
- 8月19日 - 中日球場で行われた名古屋-巨人19回戦で火災が発生し、3人が死亡。

### 9月
- 9月1日 - 日本初の民間放送ラジオ局、中部日本放送（現・CBCラジオ）と新日本放送（NJB。現・毎日放送ラジオ）が開局。日本の民間放送によるラジオ放送が始まる。
- 9月2日 - 長寿ラジオ番組『歌のない歌謡曲』が放送開始。
- 9月4日から8日まで：アメリカ合衆国の占領下から独立するための対日講和会議がサンフランシスコのオペラハウスで開かれた。[8]
- 9月8日 - 日本国との平和条約・日本国とアメリカ合衆国との間の安全保障条約締結（発効は6か月後）

### 10月
- 10月 - 日本社会党が10月臨時大会で、講和条約・日米安保条約に対する党議決定により分裂した。[9]
- 日本共産党が51年綱領を採択。
- 10月1日
  - 朝日新聞、毎日新聞、読売新聞が朝・夕刊セット発行を再開。
  - 花王石鹸が日本初の家庭用合成洗剤「花王粉せんたく」を発売。
  - 日本石油精製設立。
  - 後楽園アイスパレスが開場。
- 10月10日 - 第12臨時国会召集（11月30日閉会）。
- 10月14日 - ルース台風が鹿児島県枕崎市付近に上陸、日本列島を縦断し、山口県の229人を筆頭に日本全国で計572人の死者、22万戸の家屋に被害。
- 10月17日 - セ・リーグ優勝の巨人が日本シリーズ制覇。
- 10月19日から11月まで：第3回日米親善野球が開催された。[10]
- 10月25日 - 戦後最初の国内民間航空会社として設立された日本航空が一番機のマーチン2-0-2型機「もく星号」で東京 - 大阪 - 福岡間の運航を開始。
- 10月28日 - プロレスの力道山デビュー。

### 11月
- 11月1日 - 朝日麦酒が日本初の果汁飲料「バヤリース」を発売（当時の商品名は「バャリース」）。
- 11月3日 - 愛媛県東宇和郡野村町で乗客を満員に乗せたバスが出火、映画用フィルム（セルロイド製）19本がバスの運転席付近にあった補助バッテリーの上に置かれたために引火し、一瞬にしてバス全体が火だるま状態となり死者32人、重傷者7人の大惨事となった[7]。その後、「100グラムを超えるフィルムその他のセルロイド類」の持ち込みが禁止された[7]。
- 11月7日 - 戦後民間初、独自の研究組織を有する日本最大のシンクタンク電力中央研究所が発足。
- 11月11日 - 朝日放送（現・朝日放送ラジオ）が開局。
- 11月12日
  - 京大天皇事件。
  - 土讃線影野駅 - 窪川駅間開業。
- 11月18日 - 横田基地を離陸したB29爆撃機が墜落。死者7名（砂川村B29爆撃機墜落事故）。

### 12月
- 12月1日
  - 東成警察署襲撃事件
  - ラジオ九州（現在のRKB毎日放送）が開局。
- 12月5日 - 津軽線が開業。
- 12月10日 - 第13国会召集（1952年7月31日閉会）。
- 12月12日 - 赤穂鉄道が廃止され、国鉄赤穂線が開業。
- 12月16日 - 藤子不二雄（藤本弘・安孫子素雄）のデビュー作「天使の玉ちゃん」が毎日小学生新聞大阪版で連載開始（1952年4月4日終了）。
- 12月18日 - 三越の労働組合が48時間ストライキ。
- 12月20日 - 岳南鉄道吉原駅（現在の本吉原駅） - 岳南富士岡駅間が開業。
- 12月24日 - 京都放送（KBS京都、当時の愛称はラジオ京都）が開局。
- 12月25日 - ラジオ東京（現在のTBSラジオ）が東日本初の民間放送として開局。
- 12月28日 - 神戸電鉄粟生線三木福有橋駅（現在の三木駅） - 電鉄小野駅（現在の小野駅）間開業。

## 芸術・文化・ファッション

### 演劇
宝塚歌劇団

### 映画
- カルメン故郷に帰る（監督：木下惠介）。日本初の長編カラー映画。
- 源氏物語（監督：吉村公三郎）
- 麦秋（監督：小津安二郎）
- めし（監督：成瀬巳喜男）
- 八ツ墓村（監督：松田定次）

### ラジオ
- 9月1日 - 日本初の民間放送、中部日本放送（現・CBCラジオ）、新日本放送（現・毎日放送=MBSラジオ）開局。
- 9月2日 - 新日本放送で『歌のない歌謡曲』放送開始。
- 11月11日 - 朝日放送（現・朝日放送グループホールディングス=朝日放送ラジオ）開局。
- 12月1日 - ラジオ九州（現・RKB毎日放送=RKBラジオ）開局。
- 12月24日 - 京都放送（KHK、現・KBS京都ラジオ）開局。
- 12月25日 - ラジオ東京（現・TBSラジオ）開局。

### コマーシャル
| キャッチフレーズなど                                                    | 商品名 | メーカー       | 出演者 | 音楽                           |
| ----------------------------------------------------------------------- | ------ | -------------- | ------ | ------------------------------ |
| 精工舎の時計がただいま7時をお知らせしました ※日本初のラジオコマーシャル | -      | 服部時計店     | -      | -                              |
| ♪僕はアマチュア・カメラマン ※日本のコマーシャルソング第1号              | -      | 小西六写真工業 | -      | 三木鶏郎（曲）・灰田勝彦（歌） |

## スポーツ
野球
- プロ野球
  - セ・リーグ優勝 - 読売ジャイアンツ
  - パ・リーグ優勝 - 南海ホークス
  - 日本シリーズ優勝 - 読売ジャイアンツ

1951年の大阪タイガース
1951年の近鉄パールス
1951年の国鉄スワローズ
1951年の松竹ロビンス
1951年の大映スターズ
1951年の大洋ホエールズ
1951年の東急フライヤーズ
1951年の名古屋ドラゴンズ
1951年の南海ホークス
1951年の西鉄ライオンズ
1951年の阪急ブレーブス
1951年の広島カープ
1951年の毎日オリオンズ
1951年の読売ジャイアンツ
1951年の日本シリーズ
1951年のオールスターゲーム

相撲
- 大相撲（幕内最高優勝）

  - 春場所 - 照國万藏
  - 夏場所 - 千代ノ山雅信
  - 秋場所 - 東富士謹一

バレーボール

## 誕生

### 1月
- 1月1日 - 高橋源一郎、小説家
- 1月1日 - 夢枕獏、小説家
- 1月1日 - 武宮正樹、囲碁棋士
- 1月5日 - 沢松和子、元女子テニス選手
- 1月5日 - 四代目 桂小文枝、落語家
- 1月6日 - すずき一平、シンガーソングライター
- 1月8日 - もんたよしのり、シンガーソングライター・俳優
- 1月11日 - 大本則夫、プロ野球選手
- 1月13日 - 船山基紀、作曲家・アレンジャー
- 1月15日 - 井口成人、俳優・声優
- 1月16日 - 堂山芳則、調教師（ホッカイドウ競馬）
- 1月23日 - 吉田照美、フリーアナウンサー、タレント。元文化放送アナウンサー
- 1月24日 - 五輪真弓、シンガーソングライター
- 1月28日 - 石村玉苑、書家

### 2月
- 2月1日 - 中村雅俊、俳優・歌手
- 2月5日 - 中尾隆聖、俳優・歌手・声優
- 2月8日 - 本田博太郎、俳優
- 2月9日 - あだち充、漫画家
- 2月9日 - 名高達男、俳優・タレント
- 2月15日 - いしかわじゅん、漫画家
- 2月16日 - 多岐川裕美、俳優
- 2月19日 - 藤岡真、小説家
- 2月20日 - 美内すずえ、漫画家
- 2月20日 - 奥田和男、プロ野球選手
- 2月22日 - 売野雅勇、作詞家
- 2月25日 - 和田隆、テレビプロデューサー

### 3月
- 3月1日 - 大田卓司、元プロ野球選手
- 3月1日 - 片山広明、サックス奏者、ミュージシャン（+ 2018年[11]）
- 3月3日 - 竹中平蔵、政治家・経済学者
- 3月3日 - 伊達泰司、元プロ野球選手
- 3月4日 - 山本リンダ、歌手
- 3月5日 - 町田公雄、元プロ野球選手
- 3月5日 - 榊原るみ、女優
- 3月5日 - 阿曽沼慎司、官僚
- 3月6日 - 田中健、俳優
- 3月8日 - 鮎川いずみ、元女優
- 3月9日 - 村田春樹、政治活動家
- 3月10日 - 石井直、元電通代表取締役社長
- 3月10日 - 芹洋子、歌手
- 3月11日 - 松崎悦子、歌手（チェリッシュ）
- 3月11日 - 佐藤隆、歌手
- 3月15日 -  中里綴（江美早苗）、女優、作詞家（+ 1988年）
- 3月17日 - 春日一平、プロ野球選手
- 3月18日 - 深見東州、宗教法人ワールドメイト代表
- 3月20日 - 今泉敏郎、作曲家（+ 2008年）
- 3月21日 - 岩城滉一、俳優
- 3月21日 - 竹垣悟、社会福祉活動家　作家　元俳優　元侠客
- 3月25日 - ジャンボ鶴田、プロレスラー（+ 2000年）
- 3月27日 - 窪田等、声優・ナレーター

### 4月
- 4月2日 - 忌野清志郎、ミュージシャン（+ 2009年）
- 4月2日 - 浅茅陽子、女優
- 4月2日 - 岡本綾子、プロゴルファー
- 4月4日 - 佐野実、ラーメン職人（+ 2014年）
- 4月5日 - 桐野丈二郎、作曲家
- 4月5日 - 谷岡潔、元プロ野球選手
- 4月5日 - 門田純良、元プロ野球選手
- 4月8日 - 桃井かおり、女優
- 4月10日 - 星澤幸子、料理研究家
- 4月11日 - 永井陽子、歌人（+ 2000年）
- 4月16日 - 片山敬済、元オートバイ・ロードレースライダー
- 4月20日 - 小林秀一、野球選手
- 4月23日 - 松尾輝義、プロ野球選手
- 4月23日 - 田中末一、プロ野球選手
- 4月25日 - 滝浪隆雄、プロ野球選手
- 4月26日 - 大木こだま、漫才師
- 4月26日 - 新谷かおる、漫画家
- 4月26日 - 藤波行雄、元プロ野球選手
- 4月27日 - 御厨貴、政治学者
- 4月27日 - 但田裕介、プロ野球選手
- 4月29日 - 茂市久美子、童話作家

### 5月
- 5月2日 - 麻田マモル、歌手・ミュージカル俳優（+ 2017年）
- 5月2日 - 鍛治舎巧、野球選手、高校野球指導者
- 5月2日 - 峰あつ子、声優
- 5月3日 - 三宅裕司、タレント・俳優
- 5月3日 - 松村憲章、元プロ野球選手
- 5月3日 - 岩井友見、女優、岩井流家元
- 5月5日 - モト冬樹、タレント・ギタリスト・歌手
- 5月7日 - 木下富雄、元プロ野球選手
- 5月7日 - 一の関秀則、プロ野球選手
- 5月8日 - 大村雅朗、作曲家・アレンジャー（+ 1997年）
- 5月10日 - 藪上敏夫、元プロ野球選手
- 5月10日 - 山本良材、プロ野球選手
- 5月10日 - 豊倉孝治、プロ野球選手
- 5月11日 - 浅見秀一、調教師
- 5月11日 - 新浦壽夫、元プロ野球選手
- 5月12日 - 西川のりお、漫才師
- 5月12日 - 佐藤博、元プロ野球選手
- 5月14日 - 渋谷通、元プロ野球選手
- 5月14日 - 根本学、プロ野球選手
- 5月16日 - 石塚運昇、声優（+ 2018年）
- 5月16日 - 堀内三郎、プロ野球選手
- 5月17日 - 太地琴恵、女優、声優
- 5月17日 - 松本龍、衆議院議員（+ 2018年）
- 5月18日 - カルメン・マキ、歌手・ロックミュージシャン
- 5月18日 - 吉村美栄子、山形県知事
- 5月22日 - 観山正見、天文学者
- 5月24日 - 福沢恵介、シンガーソングライター
- 5月26日 - 森大河、俳優（+ 没年不詳）
- 5月27日 - 二宮周平、法学者

### 6月
- 6月1日 - 吉川元、国際政治学者
- 6月1日 - 浅野孝已、ギタリスト（ゴダイゴ）（+ 2020年）
- 6月2日 - 仁科時成、元プロ野球選手（+ 2020年）
- 6月2日 - 松野信夫、政治家
- 6月3日 - 村上もとか、漫画家
- 6月5日 - 柳本晶一、元バレーボール選手・日本女子代表監督
- 6月9日 - 堂上照、元プロ野球選手
- 6月11日 - 森村泰昌、現代美術家
- 6月13日 - 林俊典、プロ野球選手
- 6月15日 - 八重樫幸雄、元プロ野球選手
- 6月15日 - 垣野多鶴、元野球選手

（+ 2021年）
- 6月15日 - 岩崎清隆、プロ野球選手
- 6月21日 - 市地洋子、女優
- 6月21日 - 住田裕子、弁護士
- 6月25日 - 鈴木直、古生物研究者　フタバスズキリュウの発見者
- 6月25日 - 中山俊之、プロ野球選手
- 6月30日 - 立川談四楼、落語家
- 6月30日 - 中村武義、プロ野球選手

### 7月
- 7月3日 - 太田清春、プロ野球選手
- 7月4日 - 赤羽博、テレビディレクター、演出家
- 7月5日 - 藤圭子、歌手（+ 2013年）
- 7月7日 - 西井哲夫、元プロ野球選手
- 7月10日 - 大杉久美子、歌手
- 7月11日 - 斎藤洋介、俳優（+ 2020年[12][13][14]）
- 7月11日 - 山本正之、歌手、声優、俳優、作曲家
- 7月11日 - 所憲佐、プロ野球選手
- 7月13日 - 福間納、元プロ野球選手
- 7月17日 - 三林京子、女優
- 7月18日 - 小笠原直樹、実業家（+ 2021年）
- 7月18日 - 末田正雄、アナウンサー
- 7月19日 - 山本秀樹、プロ野球選手
- 7月24日 - 松島英雄、元プロ野球選手
- 7月25日 - 坂村健、TRONプロジェクト提唱者
- 7月25日 - 鈴木葉留彦、元プロ野球選手
- 7月26日 - ケビン山崎、筋力トレーナー
- 7月26日 - 奥薗満、プロ野球選手
- 7月27日 - 迫丸金次郎、元プロ野球選手
- 7月29日 - 片山善博、政治家
- 7月29日 - 小枝守、高校野球指導者
- 7月31日 - 大竹憲治、元プロ野球選手

### 8月
- 8月8日 - 押井守、映画監督
- 8月9日 - 田山涼成、俳優
- 8月10日 - 栗橋茂、元プロ野球選手
- 8月12日 - 松武秀樹、作曲家・元YMOサポートメンバー
- 8月13日 - 江城哲雄、プロ野球選手
- 8月17日 - ベンガル、俳優
- 8月17日 - 壺井勘也、彫刻家
- 8月18日 - 柴田恭兵、俳優
- 8月18日 - 小俣進、元プロ野球選手
- 8月27日 - 佐野仙好、元プロ野球選手
- 8月27日 - 生田啓一、元プロ野球選手
- 8月28日 - 鈴木慶一、ミュージシャン
- 8月28日 - 岡崎優、漫画家
- 8月31日 - 柳田豊、元プロ野球選手

### 9月
- 9月2日 - 関東孝雄、元プロ野球選手
- 9月2日 - いしいひさいち、漫画家
- 9月4日 - 小林薫、俳優
- 9月8日 - 木之元亮、俳優
- 9月9日 - 太田秀和、西武ライオンズ球団社長兼オーナー代行
- 9月9日 - 岡持和彦、プロ野球選手
- 9月13日 - 兼重宏行、実業家、ビッグモーター創業者
- 9月13日 - 吾羽七朗、俳優
- 9月15日 - 入江道生、プロ野球選手
- 9月15日 - 大石静、脚本家・エッセイスト
- 9月18日 - 三浦正行、元プロ野球選手
- 9月19日 - 比屋根吉信、高校野球指導者
- 9月22日 - 藤沢和雄、調教師
- 9月22日 - 志垣太郎、俳優・声優（+ 2022年）
- 9月23日 - 赤石敏夫、作曲家
- 9月26日 - 川本浩次、プロ野球選手
- 9月27日 - 大杉漣、俳優（+ 2018年）
- 9月27日 - 有田修三、元プロ野球選手
- 9月27日 - 片貝義明、プロ野球選手
- 9月29日 - 福井康雄、天文学者
- 9月30日 - 竜真知子、作詞家
- 9月30日 - 八重沢憲一、プロ野球選手

### 10月
- 10月1日 - 原田伸郎、タレント、歌手、元あのねのね
- 10月4日 - 井上圭一、プロ野球選手
- 10月4日 - 佐藤昭夫、プロ野球選手
- 10月6日 - 島村雄二、プロ野球選手
- 10月6日 - 小山昌幸、俳優
- 10月7日 - 桐野夏生、小説家
- 10月9日 - 加藤博一、元プロ野球選手（+ 2008年）
- 10月16日 - 阿川泰子、ジャズシンガー、元女優
- 10月19日 - 高山厳、歌手
- 10月19日 - 岡持和彦、元プロ野球選手
- 10月19日 - 中原丈雄、俳優
- 10月20日 - 橋本圭一郎、経営者
- 10月23日 - 竹中昭、プロ野球選手
- 10月26日 - 根津嘉澄、東武鉄道社長
- 10月28日 - 江藤潤、俳優
- 10月29日 - 小倉一郎、俳優
- 10月30日 - 金山仙吉、元プロ野球選手

### 11月
- 11月1日 - 今陽子、歌手
- 11月4日 - 岡本一光、元プロ野球選手
- 11月5日 - 天地真理、元アイドル歌手
- 11月5日 - 竹田泰典、政治家
- 11月6日 - 上薄淳一、プロ野球選手
- 11月7日 - 河埜和正、元プロ野球選手
- 11月7日 - 阪口忠昭、プロ野球選手
- 11月12日 - ミッキー・ヤマモト、ミュージシャン・音楽学院講師
- 11月13日 - 伊勢正三、シンガーソングライター
- 11月14日 - 安永徹、ヴァイオリニスト
- 11月15日 - 間柴茂有、元プロ野球選手
- 11月16日 - オール巨人、漫才師
- 11月17日 - 妹尾和夫、演出家
- 11月17日 - ひさうちみちお、漫画家・イラストレーター・エッセイスト
- 11月19日 - 松任谷正隆、音楽プロデューサー・作曲家
- 11月25日 - 大地康雄、俳優
- 11月26日 - 松岡徹、政治家
- 11月28日 - あべ静江、歌手・女優
- 11月29日 - 藤沢公也、元プロ野球選手
- 11月27日 - ヒロ寺平、FM802専属ラジオDJ
- 11月30日 - 陣内誠、アナウンサー
- 11月30日 - 三好鉄生、歌手・俳優

### 12月
- 12月8日 - 桂南光、落語家
- 12月9日 - 生井けい子、バスケットボール選手
- 12月13日 - 浅田次郎、小説家
- 12月14日 - 野々村直通、高校野球指導者
- 12月16日 - 斉藤伸子、元うたのおねえさん
- 12月16日 - 山下真司、俳優
- 12月18日 - 柚木秀夫、元プロ野球選手
- 12月19日 - 岡本麗、女優
- 12月20日 - 高橋寛、元プロ野球選手
- 12月21日 - 山瀬秀雄、俳優
- 12月22日 - 村越茶美雄、プロ野球審判員
- 12月23日 - 笑福亭鶴瓶、落語家
- 12月24日 - 伊藤嘉彦、京王百貨店会長
- 12月24日 - 佐藤仁、宮城県南三陸町町長。東日本大震災の津波から生還。
- 12月25日 - 山本功児、元プロ野球選手（+ 2016年）
- 12月26日 - 松尾銀三、声優（+ 2001年）
- 12月27日 - サンディー、歌手

## 崩御・死去

### 1月
- 1月1日 - 梨本宮守正王、日本の皇族（* 1874年）
- 1月10日 - 仁科芳雄、物理学者（* 1890年）
- 1月19日 - 星一、実業家・政治家（* 1873年）
- 1月21日 - 宮本百合子、小説家（* 1899年）
- 1月23日 - 白井松次郎、松竹創業者の一人（* 1877年）

### 2月
- 2月9日 - 川田龍吉、実業家（* 1856年）
- 2月9日 - 鷲尾雨工、小説家（* 1892年）
- 2月16日 - 尾高尚忠、作曲家（* 1911年）

### 3月
- 3月10日 - 幣原喜重郎、日本の第44代内閣総理大臣、第40代衆議院議長（* 1872年）
- 3月13日 - 原民喜、小説家・詩人（* 1905年）
- 3月16日 - 宮部金吾、植物学者（* 1860年）

### 4月
- 4月7日 - 金須嘉之進、音楽家（* 1867年）
- 4月20日 - 前田夕暮、歌人（* 1883年）

### 5月
- 5月1日 - 永井隆、「長崎の鐘」・「この子を残して」の著者として有名な医学者（* 1908年）
- 5月17日 - 貞明皇后、大正天皇の皇后（* 1884年）

### 6月
- 6月28日 - 林芙美子、小説家（* 1903年）

### 7月
- 7月4日 - 清水かつら、詩人（* 1898年）

### 9月
- 9月11日 - 末弘厳太郎、法学者（* 1888年）
- 9月24日 - 小泉又次郎、日本の逓信大臣（* 1865年）

### 11月
- 11月15日 - 新居格、文筆家（* 1888年）